# 水生動物

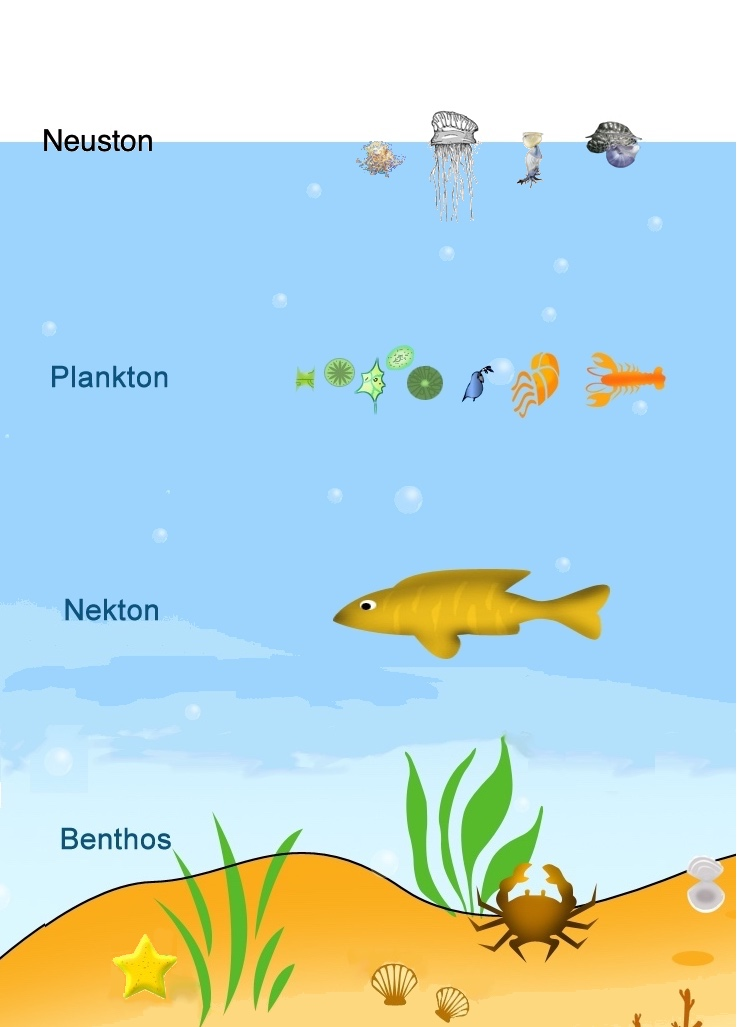
水生动物的四大生态位类群：浮水（neuston）、浮游（plankton）、自游（nekton）和底栖（benthos）

水生動物泛指全部或部分生命周期完全在水体中度过的動物，与可以离开水体生存的陆生动物和半水生动物相对应。许多陆生和半水生动物的幼体形态也是完全水生的，直到成体完成变态后才会脱离水生，但最终会回到水中产卵繁殖，如蛙类、蚊、蜉蝣、蜻蜓与豆娘、石蛾等。
水生动物通常会直接从水中获取溶解在水中的氧气来满足自身的新陈代谢，气体交换会用叫做鳃的特殊呼吸器官或通过皮肤呼吸来完成。一些囊舌类软体动物（如绿叶海天牛）甚至因为与黄藻演化出了内共生关系，可以进行光合作用满足自身的氧气和营养需求。然而一些水生动物（如海洋爬行动物、海洋哺乳动物和一些水生昆虫）其实是因陆生祖先重新适应水生环境演化而来的，虽然趋同演化出了与其它水生动物相似的体态和行为，但生理特征仍如陆生动物一样，必须依赖肺呼吸空气（在水中生活时其实处于屏气状态），而且是以尿素或尿酸（而不像绝大多数鱼类以及包括甲壳类、棘皮类在内的水生无脊椎动物那样是以氨）的形式排泄身体代谢产生的氮质废物。
因其对水体栖息地环境质量和生物多样性的依赖性，水生動物在世界各地也處於一個較為脆弱的狀態，极易受到水污染、填水造地、入侵物种以及无节制的渔业活动（比如过度捕捞、使用拖网、炸鱼、电鱼、毒鱼等破坏性作业）造成的种群损失和环境退化的冲击。所以於各地政府通常有相关的环境保护与渔业管理法例保護和监管与执法方面的安排，许多地区也有各种致力于生态恢复（特别是恢复湿地）的官方和民间努力。

## 描述

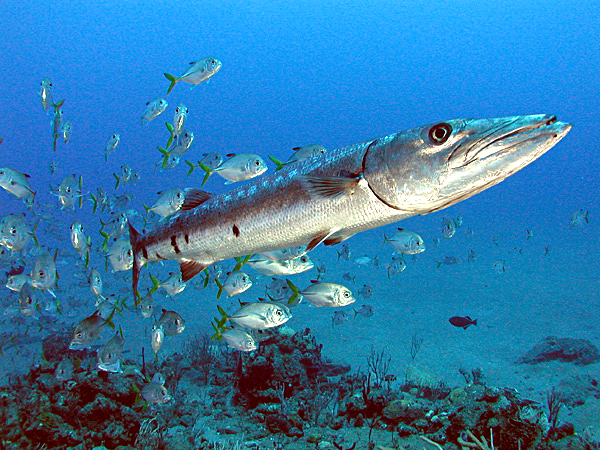
一条被一群黑眼鲹随行的大鳞魣，两者都是远洋带常见的自游动物

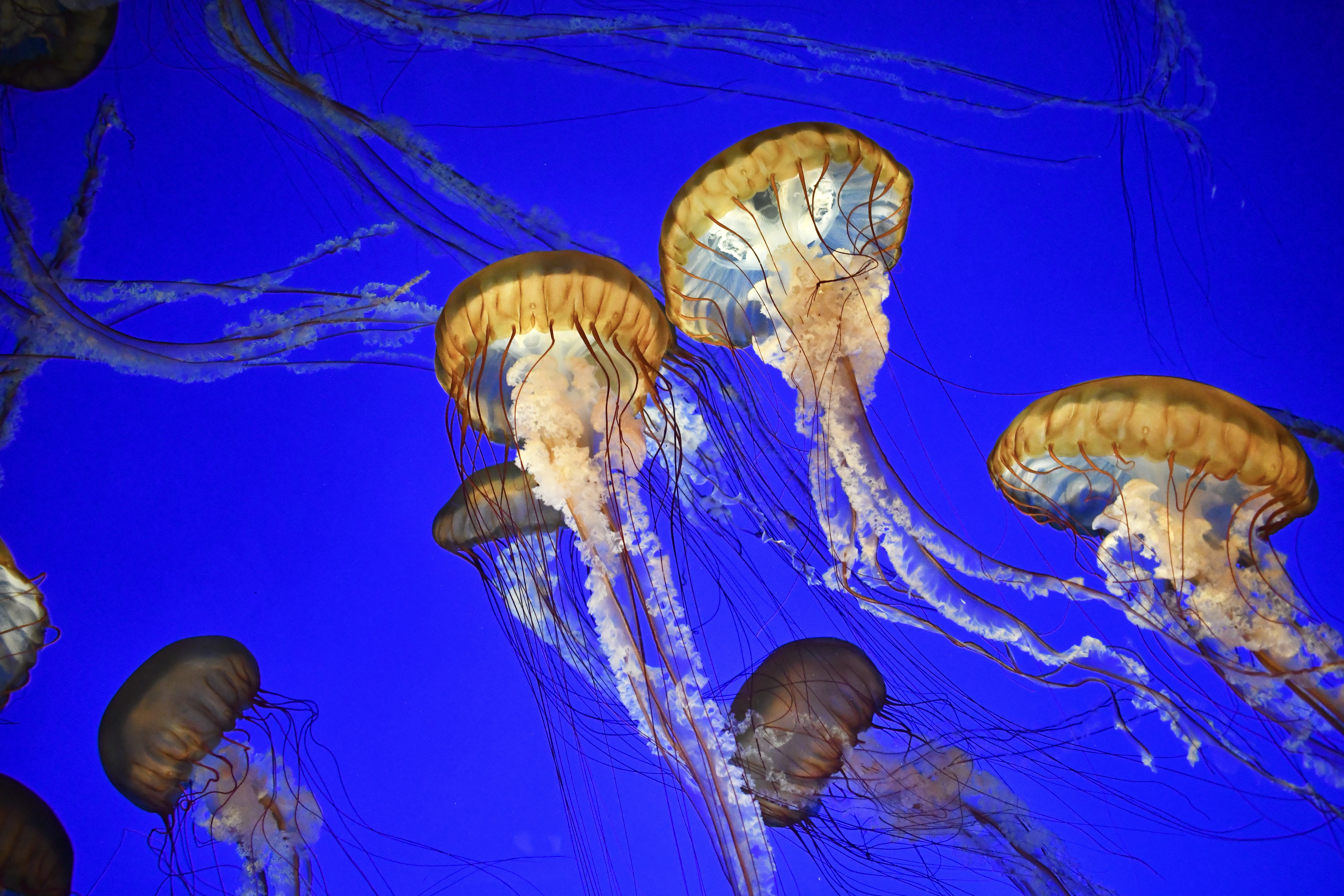
水母是海洋中最常见也是最古老的一类浮游动物

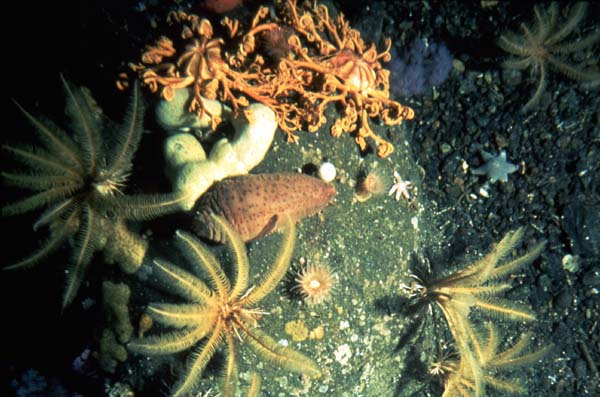
三种棘皮动物——蛇尾、海参和海百合，海底生物界常见的底栖动物

“水生动物”一词泛指一切生活在水体中的动物，与同样处于水体环境的微生物、藻类和水生植物一起组成了各种水域生态系统（细分为海洋生态系统和淡水生态系统两大类）。在形容在咸水（如海洋）和半咸水水体（如河口湾和潟湖）中生存的动物时常常会使用“海生”一词，因此在不详细形容的情况下“水生”一词狭义上可以专指淡水动物。
根据其生态位相对水体的位置，水生动物由浅到深可分为四大类：
- 浮水动物（zooneuston）：依靠浮力保持在水面位置，通常不具备移动性只能随波逐流（如僧帽水母、银币水母、帆水母、紫螺和浮标藤壶），但也有一些可以主动在水面移动（如水黾）；
- 浮游动物（zooplankton）：通常保持在水体中央但只有非常有限的移动性，因此总体上是在随波逐流，比如大部分水母、桡足类、水蚤、𧊕、浮蚕、蓝海龙、樽海鞘等；
- 自游动物（nekton）：有足以克服水流的移动性，并可以自行产生足够的浮力或升力保持自身持续脱离水底，比如大部分鱼类、水生哺乳动物（特别是鲸豚类、海牛类和鳍足类海洋哺乳动物）、水生爬行动物（如鳄类和各种海洋爬行动物）、水鸟（特别是企鹅）、头足类、一部分虾类等；
- 底栖动物（zoobenthos）：在水底沉积物位置栖息活动的动物，包括所有固着、爬行和穴居的底栖摄食者（如蟹类、盲鳗、海参、海蛞蝓等）、掠食者（如大部分底栖鱼类、章鱼、龙虾、虾蛄、博比特虫、海星、海葵和水螅等）和滤食者（如海绵、海鞘、海百合、海笔、珊瑚、大部分贝类等）。

水生动物（尤其淡水动物）通常是被保育运动特别关注的动物群体，这是因为它们的生活环境十分脆弱，极易受到水位变化、水温波动、气候变化影响（特别是海水酸化）和各种水污染的影响，也更容易遭受到各种寄生虫和陆生动物带来的竞争压力。人类活动更是使得水生动物遭受着过度捕捞、破坏性捕鱼、海洋污染、养分污染、噪音污染（特别是对依赖回声定位的鲸豚类）、入侵物种引进、洄游路线受阻（比如水坝阻拦水路）和围水造陆破坏栖息地等日益增长的生存压力。

## 呼吸空气的水生动物

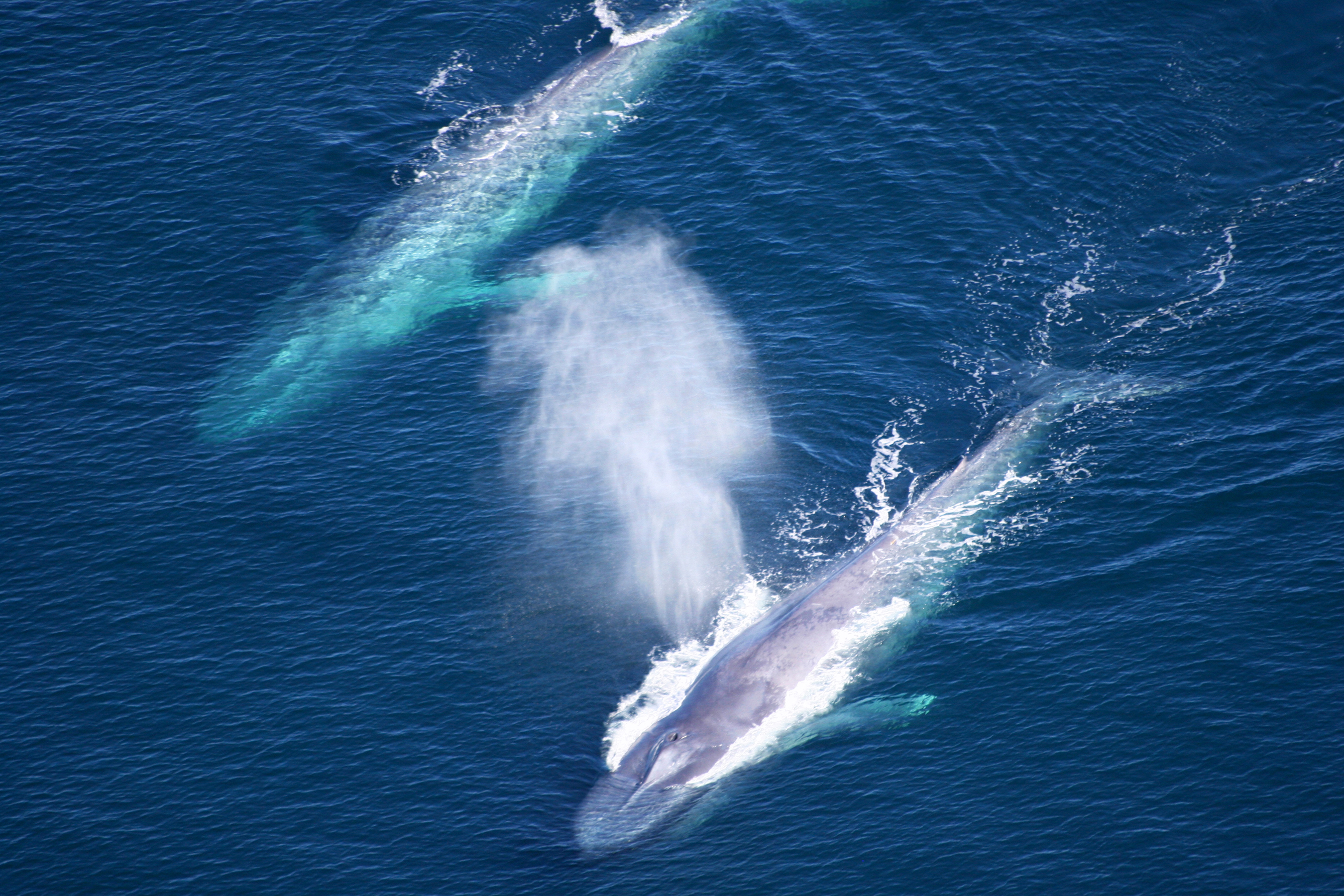
两条浮出水面换气的蓝鲸。蓝鲸是地球有史以来体型最大的动物

除呼吸溶解在水中的氧氣的动物之外，“水生动物”一词也包括由陆生动物祖先重新适应水域生态系统演化而来、用肺直接呼吸空气的动物。这类动物包括水生昆虫和水生四足动物，其中后者包括高度适应水生的两栖动物和羊膜动物。再次演化水生的羊膜动物包括鲸豚类、海牛这类高度特化以至于一旦搁浅脱离水体都无法存活的海洋哺乳动物，以及居住在陆上但完全依赖水生觅食的鳍足类（海豹、海狮和海象）和几种海洋爬行动物（比如海龟）。“水生哺乳动物”一词也指生存在河岸带高度依赖淡水生态系统生存的哺乳动物（如水獭和河狸），虽然这些动物实际上是半水生动物。
无尾目（蛙和蟾）和有尾目两栖动物（蝾螈和大小鲵）的幼体是完全水生的蝌蚪，但大多之后会通过变态成为可以适应陆地生态系统的成体，但大多需要返回水中繁殖。
某些的两栖鱼类也进化出了呼吸空气的能力，以在缺少氧气的水中生存，例如肺鱼、弹涂鱼、攀鲈、骨舌鱼和蟾胡鲇。